# Madrasostes masumotoi
Madrasostes masumotoi is een keversoort uit de familie Hybosoridae. De wetenschappelijke naam van de soort is voor het eerst geldig gepubliceerd in 1987 door Paulian.